# Payday 2
Payday 2 – gra komputerowa typu FPS produkowana przez Starbreeze Studios na konsole PlayStation 3, Xbox 360 oraz komputery osobiste. Jej światowa premiera odbyła się 13 sierpnia 2013. Gra stanowi kontynuację Payday: The Heist. W produkcji znajduje się wersja na konsole PlayStation 4 i Xbox One zatytułowana Payday 2: Crimewave Edition.

## Rozgrywka
Payday 2 to pierwszoosobowa strzelanina z trybem kooperacji do czterech graczy, którzy wcielają się w jednego z osiemnastu członków gangu. Ich zadaniem jest m.in. okradanie banków, opancerzonych samochodów lub odbijanie więźniów. Postacie mają do wyboru jedną z pięciu specjalności (mastermind, enforcer, technician, ghost i fugitive). Każda z tych specjalności oferuje rozwój postaci zgodnie z drzewkiem umiejętności oraz pozwala na wykorzystanie odmiennego ekwipunku.